# Briješće
Briješće – wieś w Chorwacji, w żupanii osijecko-barańskiej, w mieście Osijek. W 2011 roku liczyła 1318 mieszkańców.